# Miquel Corominas
Miquel Corominas Queralt (Barcelona, España, 8 de enero de 1955) es un exjugador y entrenador de fútbol español.

## Trayectoria

### Como jugador
Como jugador los clubes más importantes en los que estuvo fueron el FC Barcelona, la UD Salamanca y el RCD Espanyol.

### Como entrenador
Entrenó en Tercera División a equipos de Cataluña como el CE Mataró, CE Premià y el CE Europa, entre otros, en Segunda B al CE L'Hospitalet y el Hércules CF, y en Segunda al UE Figueres y al UE Lleida, dentro de una larga carrera por los banquillos y un paso por la secretaría técnica del RCD Espanyol.

## Clubes

### Como jugador
| Club                 | País   | Año       |
| -------------------- | ------ | --------- |
| FC Barcelona Atlètic | España | 1973-1975 |
| FC Barcelona         | España | 1975-1976 |
| FC Barcelona Atlètic | España | 1976-1977 |
| UD Salamanca         | España | 1977-1981 |
| RCD Espanyol         | España | 1981-1984 |
| CF Lloret            | España | 1985-1986 |
| CF Reus Deportiu     | España | 1986-1987 |

### Como entrenador
| Club               | País   | Año       |
| ------------------ | ------ | --------- |
| CE Premià          | España | 1990-1992 |
| UE Figueres        | España | 1992      |
| CE Premià          | España | 1992-1993 |
| CE Mataró          | España | 1993-1996 |
| UE Vilassar de Mar | España | 1997-1998 |
| UE Lleida          | España | 1998-1999 |
| CE L´Hospitalet    | España | 1999-2000 |
| Hércules CF        | España | 2000-2001 |
| CE Europa          | España | 2002-2003 |
| UE Vilassar de Mar | España | 2005-2006 |
| UE Rubí            | España | 2006-2008 |
| CE L´Hospitalet    | España | 2016      |